# 茨城県立カシマサッカースタジアム
茨城県立カシマサッカースタジアム（いばらきけんりつカシマサッカースタジアム）は、茨城県鹿嶋市にあるサッカー専用スタジアム。施設は茨城県が所有し、株式会社鹿島アントラーズ・エフ・シー（鹿島アントラーズ運営会社）が指定管理者として運営管理を行っている。
日本プロサッカーリーグ（Jリーグ）に加盟する鹿島アントラーズがホームスタジアムとして使用している。
新聞などの報道ではカシマサッカースタジアムやカシマスタジアム、または単にカシマと省略される場合がある。一方、鹿嶋市やその周辺での標識ではカシマサッカー場（Kashima Football Stadium）と表記されるものも見られる。なお、五輪サッカー競技会場となった2020年東京オリンピックでは茨城カシマスタジアム（英: Ibaraki Kashima Stadium）の名称が使用された。
株式会社鹿島アントラーズ・エフ・シー（鹿島アントラーズ運営会社）の筆頭株主であるメルカリが命名権を取得し、2025年7月1日より「メルカリスタジアム」（英: Mercari Stadium、略称「メルスタ」）の愛称が使用されている（詳細は後述）。

## 概要
日本でプロサッカーリーグを創設しようという動きが具体化した1990年（平成2年）に、茨城県を拠点に活動していた住友金属蹴球団が、Jリーグへの参加を表明したことを契機として、1993年（平成5年）3月26日に収容人数約15,000人、日本初の全席背もたれ付きの個別席、スタンド全面が屋根付きの設備を有するサッカー専用スタジアムとして誕生した。スタジアムは、同年5月のJリーグ初開幕に間に合わせるため着工から竣工まで、約1年という工期で建設された。1998年（平成10年）には、2002 FIFAワールドカップ開催に合わせて既存設備にスタンド等を増築するなどの大規模改修が行われ、2層式スタンドを持つ収容人数41,800人の現在のスタジアムの形に変わり、2001年（平成13年）から供用を再開した。施設者の茨城県は自らの広報ページの中で、同スタジアムをサッカー専用施設として建設するにあたり、スタンドとピッチとの距離が近く、スタンド傾斜を大きめに取るなど、どの席からもゆったり観戦しやすいように配慮がなされた設計が行われていると紹介している。
施設規模は、建築面積30,499m2、延べ床面積85,019m2を有し、主要構造部が鉄骨鉄筋コンクリート造+鉄骨造の地上6階建てで、建物の最高高さは49.5 mある。2012年現在の収容人数は40,728人で、2層式スタンドの観客席は全席背もたれ付きの独立シートを備える。サッカーの試合などが行われるフィールドは115m×78mの天然芝で、芝を養生育成するためのスプリンクラーとアンダーヒーティング設備を備えており、その他運営諸室や貴賓室、放送関係設備など、2002 FIFAワールドカップをはじめとした国際試合開催に対応できる諸設備を備えたサッカースタジアムとなっている。
2006年4月1日からアントラーズの運営会社である株式会社鹿島アントラーズ・エフ・シーが指定管理者となり、現在に至るまでスタジアムを管理している。活動理念として「THE DREAM BOX.」を掲げ、スポーツ以外の事業などにも取り組んでいる。現在は、サッカーの試合開催以外にも健康事業やスタジアム周辺でフリーマーケットの開催なども行っている。健康事業はアントラーズが2006年10月から開始し、厚生労働省の委託を受けた介護予防事業も行っている。

## 歴史
日本サッカー界で世界に通用するサッカーを目指すために、プロ化が絶対不可欠という機運が高まった1991年（平成3年）、日本サッカー協会は2年後の1993年（平成5年）5月に日本リーグをプロ化することを決定した。プロサッカーリーグ参加の10チームが選ばれ、そのなかに鹿島をフランチャイズとするアントラーズの前身である住友金属工業蹴球団も10番目のチームとして滑り込みで選出された。鹿島開発以来、活気の薄れていた地元鹿島を魅力ある町にするために茨城県をはじめ、地元行政・民間・企業など懇談会を結成し検討していた関係者は、「若者が集まる地域づくりの起爆剤になる」「鹿島開発以来の黒船来航」と、これを大歓迎した。
このときにアントラーズの前身である住友金属工業蹴球団がJリーグに参入する際、協会が示したJリーグ正会員となる条件の一つに「1万5000人以上収容可能な本拠地スタジアムを、平成5年春の Jリーグ開催までに確保する」というものがあった。鹿島町内にはプロサッカーリーグの本拠地スタジアムとして想定されていた1万5000人の観客を収容可能な陸上競技場や球技場がなく、住金蹴球団が本拠としていた住友金属工業鹿島製鉄所（現・日本製鉄東日本製鉄所鹿島地区）内の多目的グラウンドは約5000人の収容人数で、プロサッカーリーグの基準が満たせなかった。加えて他にJリーグ参入を目指すクラブはいずれも天皇杯優勝経験のあるクラブで、Jリーグ設立準備メンバーの一人であった川淵三郎は「住友金属さんが加盟できる確率はほとんどゼロなのです。99.9999％無理ですよ」と公言するほど不利な情勢にあった。しかし、川淵の（住友金属の参加を諦めさせる最後の手段であった）「観客席に屋根の付いたサッカー専用の1万5千人収容の競技場をJリーグ開幕までに完成すること」を参入条件として提示する と、当時の茨城県知事・竹内藤男は県としてスタジアムの建設を確約。これが決め手となってJリーグ参入が決定すると、鹿島町が整備を進めていた鹿島灘に面する卜伝の郷運動公園内に建設予定だった3000人規模のサッカー場を、茨城県はJリーグ規格に適合する専用サッカースタジアムに計画を変更して建設することに決まった。
1992年（平成4年）、茨城県は82億円を拠出して観客1万5000人を収容できる全席屋根付きサッカー専用スタジアムの建設が始められ、翌1993年（平成5年）に竣工した茨城県立カシマサッカースタジアムは、本格的な設備を有するサッカー専用スタジアムとしては日本初のものとなった。このときのスタジアムは、敷地約4ヘクタール、天然芝のフィールドは105×68m、主要構造部は鉄筋コンクリート造でスタンドの最高高さ19.41mの地上3階建てであった。
1993年（平成5年）5月4日に開かれた完工式で茨城県立カシマサッカースタジアムは誕生し、式典後のこけら落としカードとなったアントラーズ対フルミネンセ（ブラジル）とのプレシーズンマッチで、ジーコがスタジアム初ゴールを挙げた。そしてJリーグ公式戦としての初戦（1993年Jリーグ開幕節）である5月16日の1stステージ・対名古屋グランパスエイト戦で、ジーコがハットトリックを達成し、アントラーズは5-0で快勝した。同年に開始された Jリーグの試合では、スタジアムは常に超満員の盛況となり、熱狂的な地域住民と直結のプロスポーツの殿堂となった。また、ジーコは1994年の現役引退後もテクニカル・アドバイザーなどの形でアントラーズに貢献したことから、スタジアムにはジーコの銅像が建立された。
2002 FIFAワールドカップの開催が日本・韓国に決まると、1992年（平成4年）7月、茨城県はワールドカップの開催地に立候補し、1996年（平成8年）12月に茨城県が開催地の一つに選出された。県は、国際試合にも対応できる施設を目指してスタジアムの増築・改修を決定し、ワールドカップ開催に間に合わせるため、1998年（平成10年）10月に改修工事に着工、2001年（平成13年）5月15日に竣工するまで2年8ケ月の突貫工事で工事が進められた。完成した新スタジアムは、敷地面積10.7ヘクタール、スタンドは最高高さ49.5mの地上6階建て、収容人数は4万1800人（うち車椅子140席）に拡張され、2002年（平成14年）6月に、ワールドカップの会場の一つとなり、グループリーグ3試合が開催された。

### 沿革
- 1991年2月 - アントラーズのJリーグ初年度参加が決定[7]。
- 1992年1月13日 - 茨城県が県立カシマサッカースタジアムの建設計画を発表[13]。
- 1992年3月 - スタジアム本体の起工式を挙行[7]。
- 1993年3月26日 - 茨城県立カシマサッカースタジアムが竣工[3]。
- 1993年5月4日 - スタジアム完工式と、こけら落としとして、サッカーのプレシーズンマッチ、フルミネンセ戦を開催[9]。
- 1993年5月16日 - 初のJリーグ公式戦（鹿島アントラーズ対名古屋グランパスエイト戦）が開催され、鹿島が5-0で勝利[14]。
- 1994年3月12日 - 1994年のJリーグ開幕戦、鹿島アントラーズ対ジュビロ磐田戦を開催。同日に鹿島サッカースタジアム駅が旅客営業を開始し、以後同スタジアムでのサッカー観戦客輸送に利用される[15]。
- 1996年12月25日 - 茨城県が2002 FIFAワールドカップの開催地として決定[12]。検討の結果、改修工事を決定[16]。
- 1997年11月29日 - 鹿島アントラーズがジュビロ磐田とのJリーグヤマザキナビスコカップで優勝し、カシマスタジアムでの公式戦初タイトルを獲得[17]。
- 1998年 - スタジアム改修工事開始[18][注釈 3]。
- 2000年9月6日 - Jリーグヤマザキナビスコカップ準々決勝最終日を最後に同スタジアムの使用を休止[19][20][注釈 4]。
- 2001年5月19日 - 改修工事が完了し、リニューアルオープン[21]。1stステージ第10節、鹿島アントラーズ対柏レイソルを開催し、3-2でアントラーズが勝利[22]。改修後の初ゴールはレイソルの黄善洪が記録[23]。
- 2001年5-6月 - FIFAコンフェデレーションズカップ2001で、日本対ブラジル戦を含むグループリーグ3試合を開催[24][25]。
- 2002年6月 - 2002 FIFAワールドカップで以下のグループリーグ3試合を開催[8]。
  - 6月2日 - アルゼンチン対ナイジェリア（アルゼンチン1-0ナイジェリア）[26]。
  - 6月5日 - ドイツ対アイルランド（ドイツ1-1アイルランド）[27]。
  - 6月8日 - イタリア対クロアチア（イタリア1-2クロアチア）[28]。
- 2003年6月29日 - ワールドカップ開催1周年記念として、「アントラーズブラジル対アントラーズジャパン」の親善試合を開催（3-2でアントラーズブラジルの勝利）[29]。
- 2003年12月15日 - JリーグアウォーズにてJ1ベストピッチ賞受賞[30]。
- 2004年4月4日 - カシマサッカーミュージアムがスタジアム内にオープン[注釈 5]。
- 2005年2月20日 - 第1回いばらきサッカーフェスティバルを開催[32]。
- 2006年 - 鹿島アントラーズ・エフ・シーが、スタジアムの指定管理者になる。
- 2006年 - スタジアム2ゲートの名称が住友金属工業による命名権取得のため「住友金属ゲート」に変更。
- 2006年7月15日 - 2006JOMOオールスターサッカーを開催[33]。
- 2006年12月2日 - J1第34節のジュビロ磐田戦でJリーグ初となるグリーン電力使用による試合運営を実施。
- 2007年7月29日 - 本田泰人引退試合「鹿島アントラーズ1993-ヴェルディ1993」を開催。
- 2007年 - スタジアム1ゲートの名称が常陽銀行による命名権取得のため「常陽銀行ゲート」に変更。
- 2008年 - アジア最長500mのLED帯状映像装置を設置。
- 2009年2月1日 - 秋田豊引退試合「鹿島レジェンドスターズ-磐田レジェンドスターズ」を開催。
- 2011年3月11日 - 東北地方太平洋沖地震被災。スタンド階段部分崩落などの被害を受ける。
- 2011年6月4日 - 「震災復興チャリティーイベント SMILE AGAIN〜YELL FROM KASHIMA〜」を開催。
- 2012年 - スタジアム「住友金属ゲート」（2ゲート）の名称が「新日鐵住金ゲート」に変更。
- 2014年12月8日 - 降雪のため延期になったJ1最終節・アルビレックス新潟対柏レイソル戦を開催[34][35]。
- 2015年6月27日 - J1 1st第17節の川崎フロンターレ戦で、鹿島アントラーズがJリーグクラブ史上初の本拠地公式戦通算1000得点目を達成[要出典]。
- 2015年7月5日 - ENCORE supported by JIM BEAM 中田浩二 柳沢敦 新井場徹合同引退試合を開催[36]。
- 2018年 - 新日鐵住金ゲート（2ゲート）を新日鐵住金の社名変更に伴いNIPPONsteelgateに変更。

## 施設
鉄筋6階建て、2層式スタンドに40,728人を収容し、メインスタンドは東向き（西側の鹿島サッカースタジアム駅側）、バックスタンドは西向き（東側の国道51号側）に配置されており、車椅子の観戦席が100席バックスタンド側にあり、国際試合に対応できる諸設備が備わる。スタンド上に楕円形で波打つ形状の屋根が客席の3分の2を覆い、南側と北側の2階席に縦9.6 m×横19.2 mの大型映像装置を備える。ピッチ内に日本国内サッカースタジアムで初となるスプリンクラーを配備。スタンド1、2階を分けるコンコースに、W杯開催記念の笠間焼メモリアルタイルを約2万1000枚展示し、観戦者への配慮からトイレの数は560個ある。スタジアム構内と隣接地に公営2630台分の駐車場がある。

### ピッチ
2018年シーズンより「シーショア・パスパラム改良型」という新品種を採用。スタジアム内にて約2年に渡り実証実験を行い、適性を検証した。これまで使用してきた寒地型の品種(ケンタッキーブルーグラス)は耐暑性がなく、夏場の管理に難しい面があったが、今回採用した新品種は暖地型で耐暑性に優れ、耐陰性、耐寒性の面でも従来の寒地型に引けを取らない結果が出たことで採用を決定した。
また芝の管理システムは、常に安定した緑化を保てるよう、ピッチ内にスプリンクラーを設置し、地温コントロールシステム「アンダーヒーティング」を導入している。ピッチ内にスプリンクラーを設置する方式は、Jリーグ公式戦使用スタジアムとしては、日本国内初である。

「サッカースタジアム」と名乗っているが、芝を広めに植えていること、ゴール裏の余白があるためラグビーの試合も可能（後述）。

### スタンド
観戦席
- 全層二層式で座席数は合計40,728席ある。立ち見席はなく、すべての席に椅子が用意されている。2階席の傾斜角は33度あり、転落防止の配慮から1階席の椅子よりも背もたれが高く、身体を包み込むような形状をする[37]。これは2階席の見やすさを配慮した設計によるもので、真上からグラウンドを見下ろすような感覚になるように1階席よりも傾斜角度がきつくなっている[37]。
- バックスタンドの1階席には赤地に白文字で「KASHIMA」が、2階席には白地に赤文字で「IBARAKI」が入っている。
- 身体障がい者席は140席あり、車いす用観戦席はバックスタンド最前列から一段せり出した目の前にグラウンドが広がる位置にある[37]。車椅子どうしがすれ違うことができる幅が確保されたもので、収容台数は100台である[37]。
- 飲料のうち、ペットボトルは600ml以下のものであれば持参は可能。2021年シーズンから可能になった。
- メイン・バックスタンドの中央部6ブロックは、肘掛け付き・座面跳ね上げ式の座席となっている。
- 鹿島アントラーズホームゲームでは、2016年まではメインスタンドより見て左側（北側）をホーム側、右側（南側）をアウェイ側としていたが、2017年シーズンよりこれを入れ替えることとなった。元々、1階席だった時代は、南側（但しこの当時は東側がメインスタンドだったため、テレビ中継では左側に当たる）がホームスタンドだった（後述）。この理由としては試合時における運営上の動線が南側に偏っており、ホームスタンドを南側に移すことで利便性と安全性が向上するのと、北側ゴール裏スタンドに大型映像装置が設置（既設だった南側も同様に同じサイズのビジョンに付け替え）されることにより、スタジアム全体のインフォメーション掲示が可能となるためとしている[41]。
  - ただし、AFCチャンピオンズリーグ2017における、鹿島主管試合においては、応援団席は上記の通りだが、ベンチ・ウォームアップスペースについては、2016年までの従来と同じ形式（ホーム・鹿島側が北側、アウェークラブは右側）となる[42]

屋根・照明
- 屋根の形状は波打つアーチ状で、フッ素加工を施した膜材ポリカーボネートが使用されており、東京ドームと同じ屋根素材である[43]。天然芝の育成になるべく影響を与えないようにするため、南スタンド上の屋根だけは日光を透過しやすいよう、半透明になっている[38]。
- 照明は波型の屋根に388個の投光器が備わる[37]。ゴールラインから15度の角度の位置にライトはなく、コーナーキック時に選手が眩しさを感じないように工夫がされている[37]。

アップルーム
メインスタンドの真下にある選手用の試合開始前のウォーミングアップスペース。ホーム、アウェー両チーム用に2カ所ある。

### コンコース・ゲート
コンコースとは、建物2階部分に当るスタンド席裏側の広いスペースのことで、カシマスタジアムでは歩いてぐるりと1周することができる。イベント会場にもなりコミュニケーションの場としても提供される。フーリガン対策として、各入場ゲートにセキュリティーフェンスを設置し、場内やコンコースに監視カメラを58台設置するなどハード面での対策が講じられている。
コンコース
- アントラーズホームゲーム開催日には多くの売店が出店する。
- アントラーズオフィシャルグッズショップ（アントラーズホームゲーム開催日のみ営業）
- カシマウェルネスプラザウォーキングスペース（中2階）
- バックスタンド側コンコースの5ゲートと6ゲート付近にエレベーターが設置されている。
- トイレの男性用と女性用の数はほぼ半数ずつの計560個あり[注釈 7]、混雑解消を目的に入口と出口が別となっている[37]。

ゲート
- 2ゲートは日本製鉄（旧・住友金属工業→新日鐵住金）が命名権を取得したため、名称は「NIPPON STEELゲート」となっている。
- 3ゲートはホームサポーター専用ゲート（鹿島アントラーズホームゲーム開催時）
- NIPPON STEELゲートと5ゲートの階段にはエスカレーターが設置されている(しかし明治安田生命J1リーグ開催時には開放されていない)

### 映像装置・広告看板
- 2017年から北・南の両サイドスタンドの2階席に新たな大型映像装置（サイズ:縦9.6 m×横19.2 m）[44] を設置することになり、下記にある従来型の大型ビジョン・得点掲示板は撤去された。
旧映像・得点表示装置
  - 2002年の日韓ワールドカップに備えて、南サイドスタンド2階席にパナソニック製の700インチ相当 (8.4 m×15 m) 、LED（発光ダイオード）方式の大型映像装置が備えられ[注釈 8]、試合中の得点シーンなどが再生される[37]。
  - 北サイドスタンド2階席に得点表示板が設置されている（1993年開設時は南サイドスタンド1階席に設置。上部は簡易フリーボードで選手表記などが可能。2001年増築時に現在の場所へ移動）。
- 2階席最前列にアジア最長となる高さ1m、長さ500mのLED（アビックス製）帯状映像装置「LEDリボンビジョン」が場内をほぼ一周するように設置されている。またこれとは別に2015年からバックスタンド1階席最前列にもリボンビジョン[45] が新たに設置され、ゴール裏の回転広告盤（後述）と一体運用している。
- ゴール裏最前列に設置されている広告看板は回転看板（アドタイム）を使用しており、試合時間帯に応じてアントラーズのスポンサーの広告を切り替えて表示している。この回転盤は1995年から採用されており、当初はピッチ前のみであったが、1999年から客席最前列[注釈 9]、さらに2015年以後はゴール裏の客席とピッチの中間部分（ピッチから見て奥）の部分にも設置されている。2023年からピッチ前のものはリボンビジョンに変更された（ゴール裏最前列、スタンドとピッチの中間は従来と同じ回転盤）。2024年からゴール裏最前列、スタンドとピッチの中間部分もリボンビジョンに変更された。

### スタジアム内に併設されている施設
- カシマサッカーミュージアム（バックスタンド側）
- アントラーズファンクラブ事務局
- カシマウェルネスプラザ
バックスタンド側にスポーツクラブ「カシマウェルネスプラザ」を開設し、鹿島アントラーズ・エフ・シーが運営している。施設内にはトレーニングジムがあるほか、インストラクターによるエクササイズといったプログラムも行われている。また、スタジアムの中2階コンコースにはウォーキングコースが整備されている。2011年から、ENVIRON のメソッドによる アントラーズスキンケア が開始された。

## 旧スタジアム
旧茨城県立カシマサッカースタジアムは、茨城県のスポーツ振興の拠点であるとともに、鹿島アントラーズのホームグラウンドともなり、1993年5月の初オープンから2000年9月の増改修のため一時休止されるまでの約7年半の間、Jリーグを中心にサッカー公式戦が開催された。
国内サッカースタジアムとして日本初のものは、(1) 全ての観客席が屋根付き、(2) 四方とも観客席が独立した椅子席、(3) 1500ルクスの高照度夜間照明、(4) セルシステム採用の天然芝フィールドであった。
これらは当時のサッカー場の水準を上回る最新設備であり、1万5000人規模のサッカースタジアムとしてみれば世界一の設備を有するもので、国内サッカー場の中でもカシマスタジアムの大きな特徴にもなった。
当初から、将来日本でワールドカップが開催された場合に対応できるように、4万人程度の収容能力に高める余地を残した設計がなされており、建設ではJリーグ開幕に間に合わせるため、プレキャスト (PC) 工法を導入するなど工期短縮の工夫が随所で見られ、わずか13カ月間で完成している。施工は、竹中工務店、住友建設、常総開発工業の共同企業体 (JV) が担当し、在来工法による工期は23カ月と試算されたが、現場近くで梁や床、階段などを製造して部品を組み立てていくことで工期を大幅に短縮した。

### 施設概要
- 敷地面積：約4.0ha
- フィールド：天然芝（105m×68m）
- スタンド
  - 構造：鉄筋コンクリート+鉄骨鉄筋コンクリート+鉄骨造地上3階
  - 建築面積：約12,000m2
  - 延べ床面積：約22,000m2
  - スタンド面積：約10,000m2
  - 最高高さ：19.41m
  - 観客席：15,000人収容、全椅子席、観客席屋根付き
  - 所要室：本部室、更衣室、事務室、医務室、審判更衣室、記者室、カメラマン控室、インタビュー室、トレーニング室、放送室、貴賓室、応接室
  - 付属施設：夜間照明（1,500ルクス）、電光掲示板

（出典：茨城県立カシマサッカースタジアム『茨城新聞』、1993年5月4日付日刊、9面、全面広告。）

### ピッチ
日本で初めて採用されたスイス開発のセルシステムによる天然芝のグラウンドは、芝面から45cmの深さに全面ビニルシートを敷き詰め、スリット付きのパイプを張りめぐらせて砂を敷き、芝の種を蒔いて造られたものである。セルシステムは、埋設されたパイプの水位を上下させることにより、給水、排水、肥料などの薬液を供給するシステムで、すなわちグラウンドにはスプリンクラーは無く、旧来のサッカー場では水はけを考慮して傾斜が設けられていたが、カシマでは排水勾配の必要がない傾斜率ゼロの平らなグラウンドが可能となり、これが旧スタジアム最大の特徴にもなった。鹿嶋の気候に合わせフィールドには鹿島の砂が使用されており、テストして砂質に合う選び抜かれた暖地性、寒地性、日陰に強い3種類の洋芝をブレンドしたものが使用された。
欧米育ちの芝にとって日本の夏場の高温多湿の気象環境は芝の育成に厳しい条件となり、カシマでは過去に2度の大規模な芝の夏枯れに見舞われている。芝に着いた朝露が日光に照らされてレンズ効果で芝が焼けてしまう現象に対しては、大型扇風機を何台もピッチ脇に設置して人工的に風を起こし、露を吹き飛ばす対策を行って問題を解消させている。

### スタンド
全ての席の頭上にテント生地の屋根が覆っており、使用された布地は東京ドームと同じ材質のものが使用された。1万5000人の観客席は、ベンチ席は無くすべてが独立しており、客席1人あたりの面積は0.62m2と、従来施設平均（0.4〜0.5m2）よりゆとりある設計がされていた。メインスタンドの座席の色は太平洋に由来する青で、バックスタンドはアントラーズチームカラーの赤が使用され、ローマ字で白く「KASHIMA」と染められた。

### 夜間照明
スタジアムの四隅に設けられた照明塔は1500ルクスを確保したもので、この当時、一般的な既存サッカー施設の500〜1000ルクスよりもフィールドの芝生を明るく照らし出すものが設置された。

## 改修工事

### 2002年ワールドカップに向けた改修
1993年の開場当初、茨城県立カシマサッカースタジアムの収容人員は15,000人だったが、その後立見席を設けたため収容人員は約16,000人となった。だが、茨城県は2002 FIFAワールドカップ（W杯）の開催地として立候補しており、茨城県立カシマサッカースタジアムを開催会場とすることも決まっていたことから、スタジアムの処遇を検討する必要に迫られた。1995年5月31日に茨城県からW杯日本招致委員会に提出された第3次（最終）開催計画では、すでにスタンドを40mの高さの2層式にして収容人数を1万5千人から4万3千人にするほかプレスゾーンも拡大し、観客席の3分の2に屋根を被せて屋根下に照明を整備する内容とされた。
既存の茨城県立カシマサッカースタジアムを継続使用しながら増築する場合、安全上の問題が生じ消防法に抵触する恐れがあることから、一時はスタジアムを新規に建設する事も検討された。
W杯の茨城県開催に向けてカシマサッカースタジアムの改修か新設かを検討していた、斉藤義則茨城大学教授などの有識者らで構成する「カシマサッカースタジアム整備検討委員会」は、1996年12月19日に最終報告書を橋本昌茨城県知事へ提出し、検討委員会が示した報告書の中で「改修」「新設」の両論を併記し、それぞれの利点や課題について述べられたが、委員会としての結論は下さず最終判断は知事にゆだねた。これを受けた橋本知事は、新規建設の場合は建設コストが多額に及ぶことや、旧スタジアムを鹿嶋市へ譲渡・移管した場合に、鹿嶋市側の受入費用・スタジアム維持費用捻出が対応しきれないとの鹿嶋市内部の判断があったことを理由に、同年12月27日に既存の茨城県立カシマサッカースタジアムを増築することを表明し、1998年より着工して2001年開催にされるW杯プレ大会であるFIFAコンフェデレーションズカップ2001までに完成させる予定を発表した。
改築事業は1998年10月から2年8カ月間に及び、設計は日建設計、建築工事は竹中工務店、住友建設、勝村建設、常総開発工業、岡部工務店の5社による共同企業体 (JV) が施工を担当し、初めの2年間は試合のない冬場を中心に工事が行われた。アントラーズはこの間茨城県を離れ、ホームゲームを東京都新宿区の国立霞ヶ丘競技場陸上競技場（国立競技場）などで行った。

#### 改修内容
収容人員を約4万2000人規模とするため、既存スタンドの屋根を外して増設部分となる2階席を設置。昼間のテレビ中継で逆光による写り具合の悪さを解消するため、東側にあったメーンスタンドと西側にあったバックスタンドを、そっくり入れ替えた。また、観客の利便性を向上するため観客席内の車椅子席の数を増やし、スタンドのコンコースを1周できる構造へと変更している。
年間を通じて緑の芝生を維持管理するために国内初の導入例となったセルシステムは、カシマスタジアムの芝生の全面張り替えとともに撤去され、スプリンクラーへと置き換えられた。その理由は、観客席スタンドを2層式とするにあたり、ピッチ面の風通しが悪くなることと、7年が経過して土壌が固まり、セルシステムが十分機能しなくなり排水のみの利用となっていたなど影響が出ており、新スタジアムの構造になるとフィールド天然芝の育成環境が大きく変化し、夏場の蒸し暑さにも十分対応しきれなくなったためである。
W杯開催に向けた改修工事を終えて4万人規模に生まれ変わった新スタジアムは、2001年5月19日にオープニングゲームとなるJリーグ鹿島対柏戦を開催し、同試合前に完工記念式典が開かれた。そして、同年5月31日に初の国際試合となるコンフェデレーションズカップを迎え、ブラジル対カメルーン戦が開催された。
- 1999年 - 既存席の屋根の取り外し工事（1stステージのアントラーズ主催試合は茨城県内を離れて開催）
- 2000年 - 2階席（新設）の基礎工事→屋根の架設、座席のひな壇作り
- 2000年9月10日 - 「ピッチ開放ファン感謝祭」を開催。初めてピッチが一般開放され、全面張替えされるため記念に芝生をイベント参加者に無料提供[18][20]。
- 2001年 - 2階席の仕上げ（座席の設置）、大型映像装置の設置、メイン・バックスタンドの配置換え、芝生の張替え
- 2001年5月16日 - 増築完了、自治体関係者らに公開[38]。収容人員は41,800に増設[注釈 12]。
- 2003年 - W杯対応終了のため一部改修。現在の収容人員は40,728人

### 東日本大震災の影響
2011年3月の東日本大震災において、観客席を中心に著しく損壊。このためシーズン中での早期復旧・使用再開のため吊屋根式の照明・音響設備を撤去し、2階席の各コーナー付近に照明を設置するなどの応急修理を行ない、2011年6月からスタジアムの使用を再開。シーズン終了後の12月から本格的な修復工事を行ない、2012年3月に完全復旧した。この際同時に耐震化補強が施され、照明など吊屋根式構造物の落下防止として四重の防護柵が設置されるなど、同規模地震に耐える堅牢構造となった。これにより周辺地域の防災拠点としての機能が追加された。

### 2017年の改修
2017年度には、上記のホームとアウェーの応援席を入れ替えを行うとともに、開設当初からこれまで北側2階席（開設当初は南側現1階席）に使用していた得点表示専用の電光掲示板、並びに南側2階席の大型映像装置が撤去され、この箇所に新たな最新鋭の機能を兼ね備えた大型ビジョンを設置、2面マルチビジョンに移行することになった。このビジョンは既存の南側2階席にあるものよりも大きく設定されており、2016年末に着工、2017年2月の開幕までに完成を目指すとしていたが、南側（新ホーム側）については、2017年2月20日のACL2017第1戦「蔚山現代FC戦」で使用開始、北側（新アウェー側）については機種更新の関係で同年4月ごろの完成を目指して工事を進めている。新ビジョンでは大型映像操作室との連携により、スーパースローカメラなどを使い、試合のダイジェストリプレーなど、観客に多彩な映像演出を展開するとしている。

### 新スタジアム建設へ
2021年10月1日、鹿島アントラーズの小泉文明社長がオンラインでアントラーズのビジョン構想「ビジョンKA41 Update」を発表し、2026年を目途に新スタジアムの方針を決定することを明かした。
現在のスタジアムは2011年の東日本大震災による被災や、塩害などの老朽化でスタジアムを安全に管理・維持するための修理・管理費用がかさんでおり、数年前から新スタジアムの建設計画があったという。現在のスタジアムの改修・建て替え（改築）になるのか、別の場所に移設するかなどの具体的な構想については未定であるが、災害時の広域防災避難所としての機能も高めつつ、市民や来場者が利用できる多機能を備えたスタジアム建設を目指すほか、現在鹿嶋市粟生にあるクラブハウスの機能も統合・移設させる。現在のクラブハウスは下部組織の練習拠点にする計画もある。
この件に関して、鹿嶋市長・錦織孝一は2021年12月市議会定例会で、アントラーズの私設応援団長を務めた河津亨による一般質問に答える形で、「鹿嶋市とアントラーズとには強い信頼関係がある。新しいスタジアムが鹿嶋市に建設されることを大前提に、全市をあげて取り組んでいる。（鹿嶋市から離れることは、）市民の心情的喪失感は、金銭的マイナスと比較にならないほど重大だ」と、鹿嶋市内に建設することをクラブ側に求めている考えを示した。

## スタジアムグルメ
試合時に販売される食品の質が国内トップクラスと称されるほど非常に高く、売店も多く出店している。人気を示す一例として、Jリーグの公式ファンサイト「J's GOAL」が2014年に行ったスタジアムグルメ投票では、カシマスタジアム内の各店舗で販売される「もつ煮」が1000票以上を集めて1位、ハムの塊を串に刺す「ハム焼き」が500票以上で8位となっていた。この両者は鹿島アントラーズの公式サイトでも、「カシマサッカースタジアムはグルメスタジアムと言われるほど、色々な売店があります。定番メニューとして『もつ煮』、『五浦ハム焼き』があげられます」として触れつつ、同時にこの他の店舗も紹介されている。
この他、Jリーグでのアントラーズ主催試合ではアントラーズのホームタウンとなっている鹿嶋市・神栖市・潮来市・鉾田市・行方市の5市や、フレンドリータウンとなっている茨城県・千葉県の12市町村のイベントが随時開催され、各市町村の特産食材が提供される。
古い競技場などでは、消防法や設備の関係で敷地内で火を使えず、満足な食品が供給できないことも多いが、茨城県立カシマサッカースタジアムは設計段階からプロサッカーの興行で売店が出店されることを想定していたため、スタジアムコンコース各所にガスや水道のラインが整備され、消防法の基準もクリアした設計がなされており、その場で大量の温かい食品を調理することが可能になっている。

## 施設命名権
施設所有者の茨城県と指定管理者の鹿島アントラーズ・エフ・シーが命名権を募集したところ、2025年6月19日に鹿島アントラーズ・エフ・シーの親会社でフリマアプリの企画・開発・運営を手がけるメルカリが命名権（ネーミングライツ）を取得し、同年7月1日からのスタジアムの愛称を「メルカリスタジアム」（英語: Mercari Stadium、略称「メルスタ」）とすることが発表された。契約期間は2028年6月30日までの3年間で、契約金額は年額1.5億円。メルカリからの契約金額は県と指定管理者で折半し、茨城県では命名権料を施設の維持管理費に充当する予定であるという。

## 主な大会・イベント

### 開催実績
- FIFA（国際サッカー連盟）主管試合
  - 2001年 - FIFAコンフェデレーションズカップ2001
  - 2002年 - 2002 FIFAワールドカップ
  - 2021年 - 2020年東京オリンピックサッカー競技
- EAFF（東アジアサッカー連盟）主管試合
  - 2022年 - EAFF E-1サッカー選手権2022
- サッカー日本代表強化試合（キリンチャレンジカップ）
  - 2004年2月7日 - 日本代表対マレーシア代表
  - 2016年11月11日 - 日本代表対オマーン代表
  - 2019年9月5日 - 日本代表対パラグアイ代表
- 東日本大震災復興支援イベント
  - 2011年6月4日 - 震災復興チャリティーイベント SMILE AGAIN〜YELL FROM KASHIMA〜
  - 2011年8月11日 - 震災復興チャリティーコンサート SMILE AGAIN Ⅱ〜SONG OF HOPE〜
  - 2012年7月21日 - 東日本大震災復興支援 2012Jリーグスペシャルマッチ
- スルガ銀行チャンピオンシップ
  - 2012年8月1日 - スルガ銀行チャンピオンシップ2012
  - 2013年8月7日 - スルガ銀行チャンピオンシップ2013
  - 2016年8月10日 - スルガ銀行チャンピオンシップ2016
- 鹿島アントラーズ主催試合以外のサッカー試合
  - 2006年7月15日 - 2006 JOMOオールスターサッカー
  - 2014年12月8日 - Jリーグ ディビジョン1第34節・アルビレックス新潟対柏レイソル[60]
  - 2019年10月14日 - なでしこリーグ第15節・INAC神戸レオネッサ対浦和レッズレディース
- その他
  - 2004年12月18日 - ジャパンラグビートップリーグ サントリーサンゴリアス対トヨタ自動車ヴェルブリッツ
  - 2019年9月30日・10月3日 - 第74回国民体育大会サッカー競技開幕戦（成年男子）・決勝戦（成年男子、少年男子）

### 通年開催
- 全国高等学校サッカー選手権大会茨城県大会決勝戦
- 茨城県サッカー選手権大会

## 備考

### サッカー以外の利用
- 鹿島アントラーズ・エフ・シーが指定管理者になったため、スタジアム利活用推進として夏季にはコンコースを活用してビアガーデン営業が行われるようになった(～2019年)。また2011年8月には震災復興チャリティーコンサート SMILE AGAIN Ⅱ〜SONG OF HOPE〜といった音楽活動にも利用されている。
- 駐車場は試合開催日以外は無料開放されている。そのため、茨城県が進めるパークアンドライド政策では輸送拠点と見なされ[61]、試合の無い日でも東京駅と鹿嶋市内を結ぶ高速バス「かしま号」の一部が同スタジアムを始発・終着地として運行される。
- 2004年にはジャパンラグビートップリーグ（現・ジャパンラグビーリーグワン）の試合が1試合開催された（サントリーサンゴリアス対トヨタ自動車ヴェルブリッツ）。
- 2011年にはロックバンド・ザ・クロマニヨンズの曲「ナンバーワン野郎![62]」、2014年には女性アイドルグループ・SKE48チームEの曲「青春カレーライス[63]」、2023年には女性アイドルグループ・日向坂46の曲「友よ 一番星だ[64]」のミュージックビデオの撮影が行われた。
- 『スーパー戦隊シリーズ』の『手裏剣戦隊ニンニンジャー』(2015年)と『動物戦隊ジュウオウジャー』(2016年)でロケ地として使用され、スタジアム入口付近で戦闘シーンの撮影が行われた。
- 2016年にはアントラーズのスポンサーであるLIXILが就職内定者を対象とした内定式を行っている。

### 観戦環境
- 一般的なスタジアムにおいてゴール裏席は自由席（もしくはゴール裏席）と呼ばれるが、アントラーズのホームゲーム時はサポーターズシートと呼ばれる。
- 鹿島アントラーズ・エフ・シーと2017年7月に包括連携協定を結んだ国立研究開発法人・産業技術総合研究所（産総研）[65] が、観客の動線解析による混雑緩和や安全確保策、非破壊検査技術を応用した施設メンテナンス、芝生の育成などについて研究している[66]。
- スタジアムの上空写真をデザインしたオレンジカードをJR成田駅、成田空港駅、鹿島神宮駅などのみどりの窓口で発売していた。
- スタジアムが鹿島灘に近いこともあり、試合中に霧で見づらくなることもある。

## アクセス
公共交通機関によるアクセスは東日本旅客鉄道（JR東日本）鹿島線・鹿島臨海鉄道大洗鹿島線 鹿島サッカースタジアム駅（スタジアムまで徒歩5分）と、東京駅から鹿島神宮駅経由でスタジアム前まで運行される高速バス「かしま号」（及び臨時高速バス）が主となっている。
スタジアムが完成したことによる交通への影響は、1993年のこけら落としの試合で、国道51号や東関東自動車道などスタジアム周辺の道路で最大11kmの交通渋滞が発生し、インフラ早期整備に課題を残した。これを教訓として鹿島町（現・鹿嶋市）が中心となってJR、大洗鹿島線、関東鉄道などに協力を働き掛けて、Jリーグ開幕戦に合わせて列車・バス共に増発便ができた。
現在の鹿島サッカースタジアム駅は、元々はJR東日本と鹿島臨海鉄道の営業分界である「北鹿島駅」という貨物駅であり、乗客の乗降はできなかった。1991年2月に住友金属サッカー部（後の鹿島アントラーズ）のプロリーグ初年度参加が決まると、同年11月から同駅を利用するJR東日本千葉支社・日本貨物鉄道（JR貨物）関東支社・鹿島旅客鉄道、及び鹿島町と茨城県による旅客化協議が開始され、1993年5月に駅改修工事の起工式を挙行、当初の目標より1年遅れて1994年のJリーグ開幕時（3月12日）より同駅を改称の上、旅客営業が開始された。同駅が工事中だった1993年シーズンは鹿島線鹿島神宮駅や大洗鹿島線鹿島大野駅からのバス輸送が行われたが、同駅の旅客営業により水戸・潮来方面からの観戦客は鉄道のみでの来場が可能になり、輸送状況は改善された。なお、同駅は試合開催日にのみ大洗鹿島線の列車が停車する臨時駅となっている。
W杯が開催された2002年は、スタジアム周辺の国道、県道、市道が相次いで整備されて開通している。W杯開催に間に合うように交通インフラ整備が急ピッチで行なわれた道路は、スタジアムと直結する国道51号鹿嶋バイパス、国道124号バイパス、県道大洋鹿島線、県道鹿島港線などがあり、いずれも市内の主要幹線道路の拡幅やバイパス化が行われた。2002年にはおおよその交通体系の骨格が出来上がっている。しかし、現在でも試合後の渋滞がたびたび発生しており、スタジアムから潮来ICや潮来バスターミナル間にバス専用レーンを設ける実験が行われている。
2007年からは、試合前の観戦客を対象にした無料周遊観光バス「鹿嶋めぐり卜伝号」が鹿嶋市や同市観光協会などにより運行されるようになった。

### 鉄道
- JR東日本 鹿島線・鹿島臨海鉄道大洗鹿島線 鹿島サッカースタジアム駅より徒歩2分（試合開催日のみ臨時停車）[74]。
- JR東日本 鹿島線 鹿島神宮駅より徒歩40分。

### バス
高速バス
- 東京駅よりメルカリスタジアム行き「かしま号」で終点「メルカリスタジアム」下車[74][75]。
  - 平日は8往復運行され、試合開催日は試合開始6時間前から2時間前までに東京駅発を出発する鹿島神宮駅行きの便がすべてメルカリスタジアムまで延伸される。
  - 座席定員制で、事前予約不要。所要時間は公称で「125分」（2時間強）となっている[74] が、試合開始の4-5時間前後に東京駅を発車する便は混雑・遅延が発生する。
  - 上りは鹿島神宮駅と水郷潮来バスターミナルのみ停車（降車不可、試合終了後の臨時便は東京駅直行）
  - このほか、試合開催日には東京駅-メルカリスタジアム間を直行する座席指定制の臨時便も運行される（「かしま号」と乗降場所、運賃が異なる）。
- 試合開催日には、池袋駅・横浜駅・つくば駅発着のオフィシャルツアーバス（スタジアム送迎バス、ホーム応援客限定）、および成田空港第2ターミナルからのオフィシャルツアーバス（鹿島アントラーズ観戦往復バス）が運行される。

シャトルバス（鹿島アントラーズではピストンバスと呼称）
- 鹿島神宮駅より関東鉄道が運行する有料シャトルバス（試合開催日のみ運行）で「メルカリスタジアム」下車

### 自動車
- 東関東自動車道潮来ICから県道101号経由国道51号で鹿嶋方面へ直進
- スタジアムは国道51号鹿嶋バイパス沿いにあり、スタジアム周辺地に計約4000台分の民営駐車場がある[38]。

## 周辺施設
- カシマサッカーミュージアム
- 卜伝の郷運動公園
- カシマスポーツセンター

## フォトギャラリー

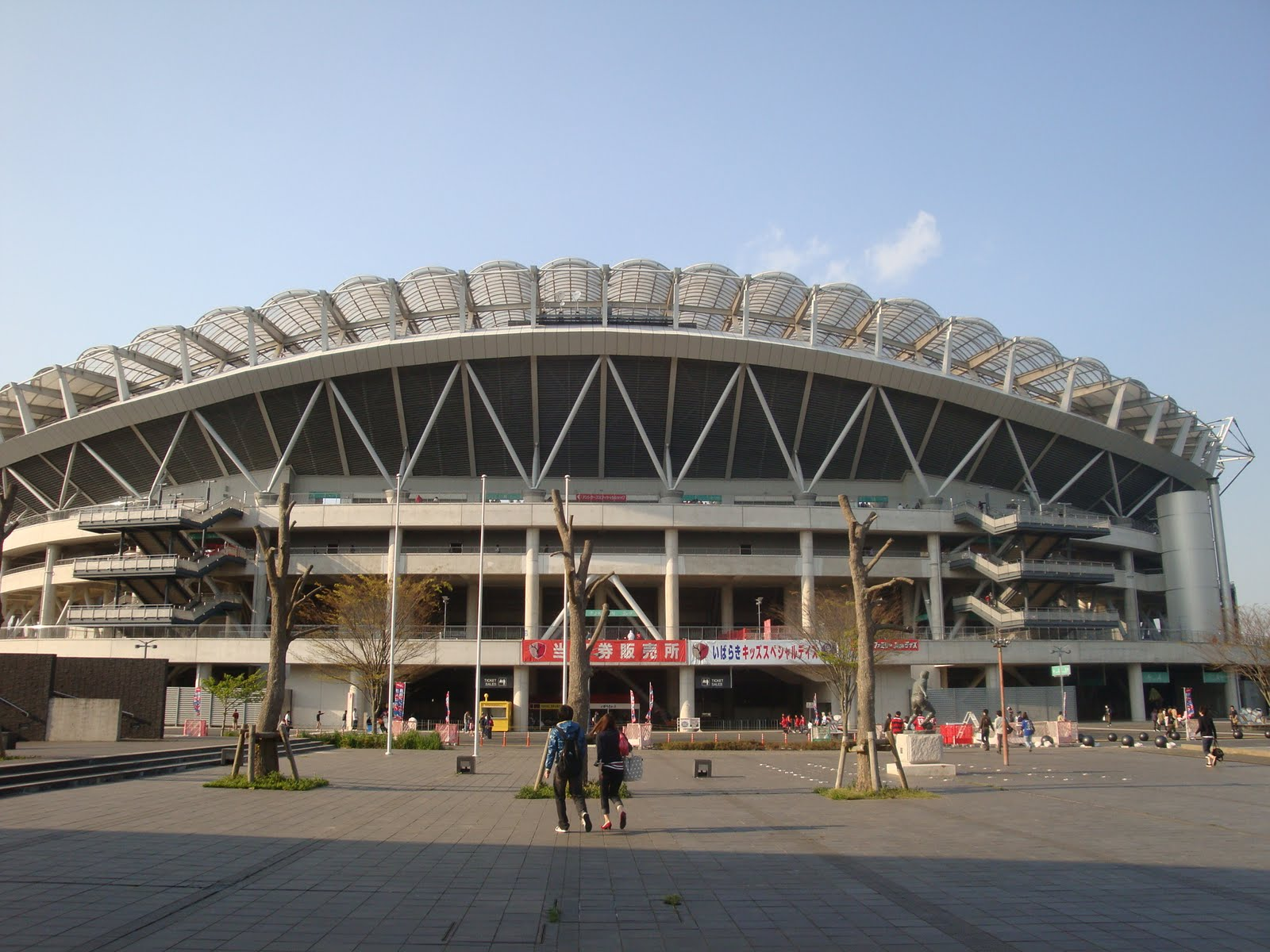
スタジアム外観
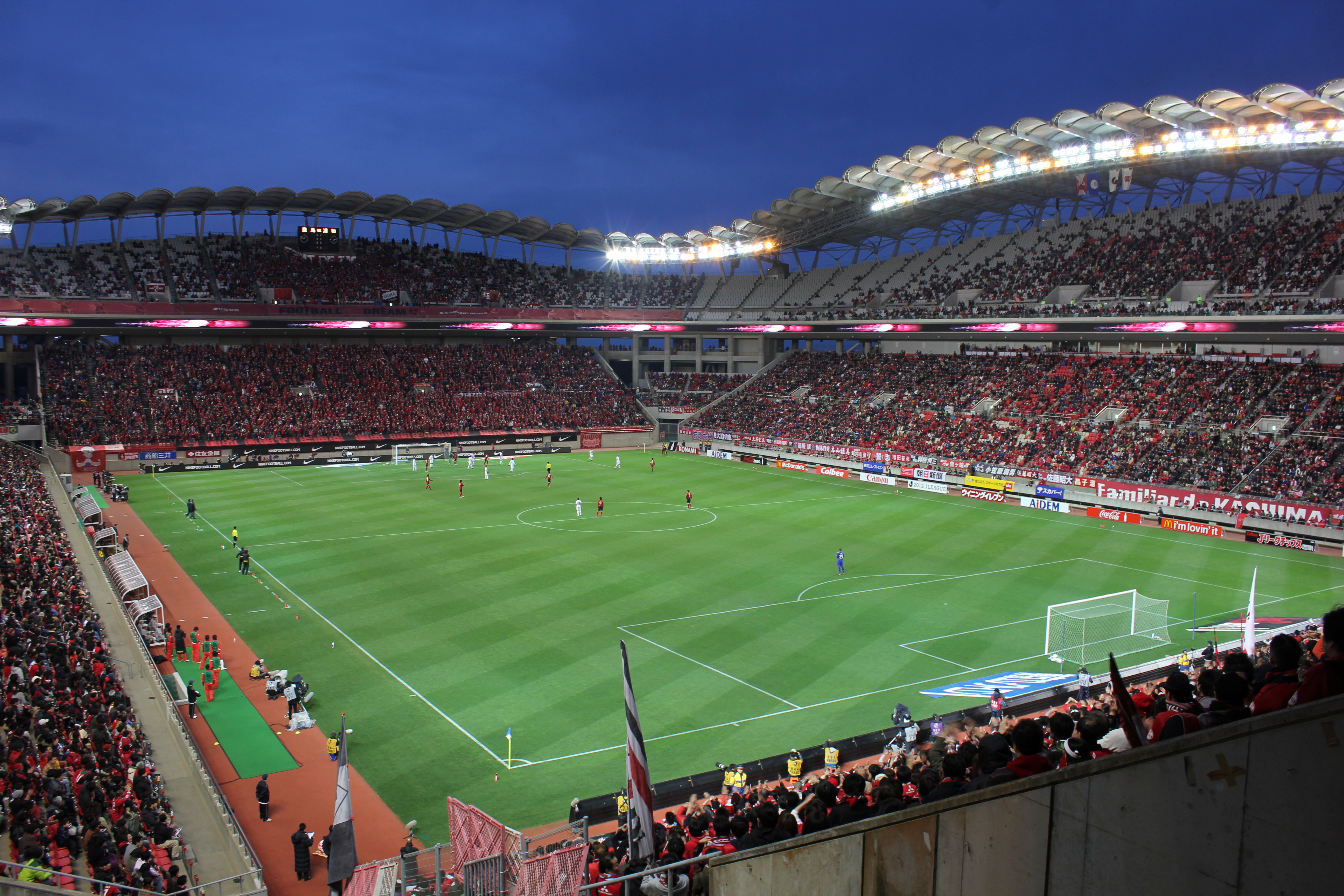
3階コンコース：南側から場内を望む
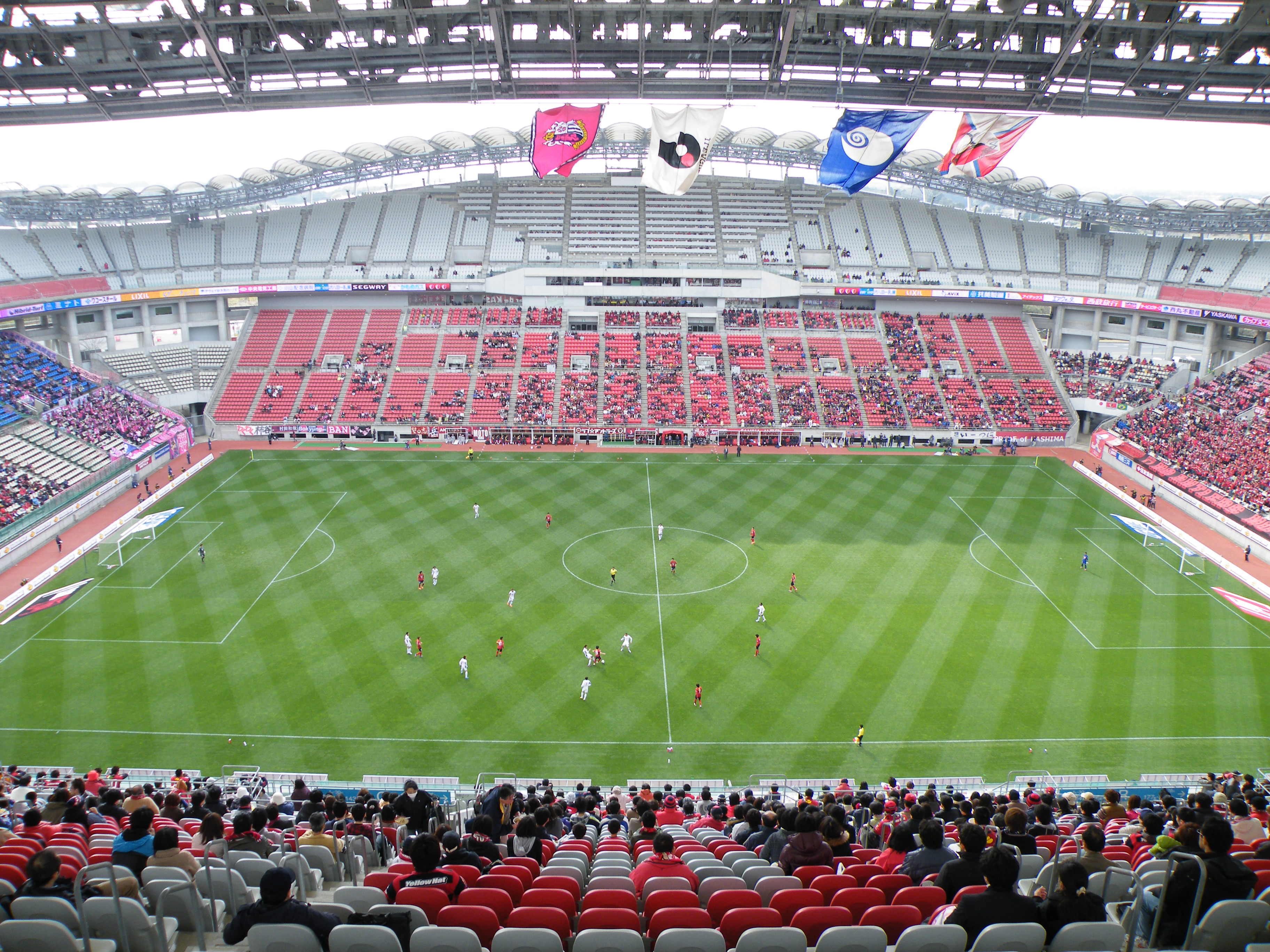
メインスタンド
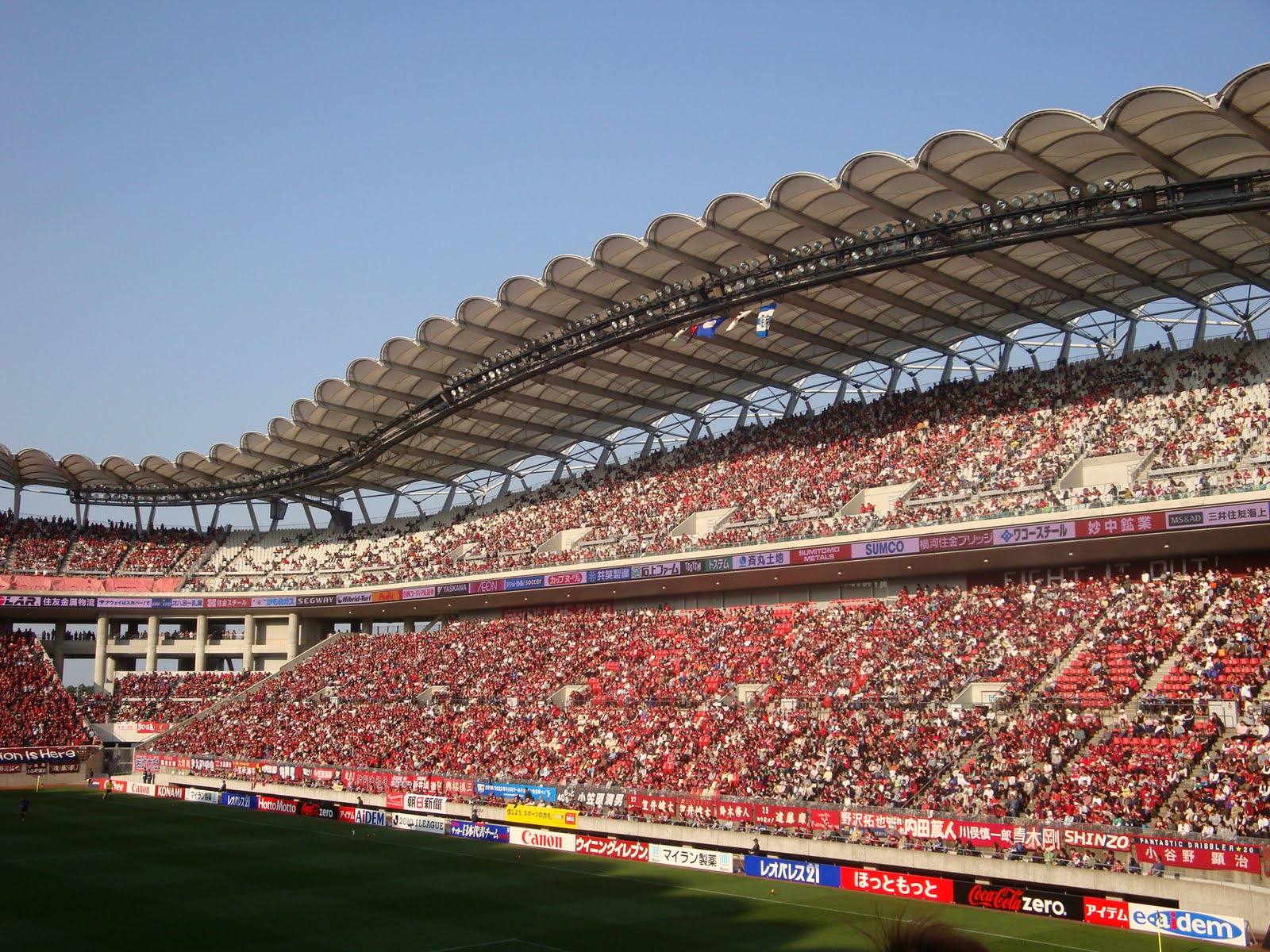
バックスタンド
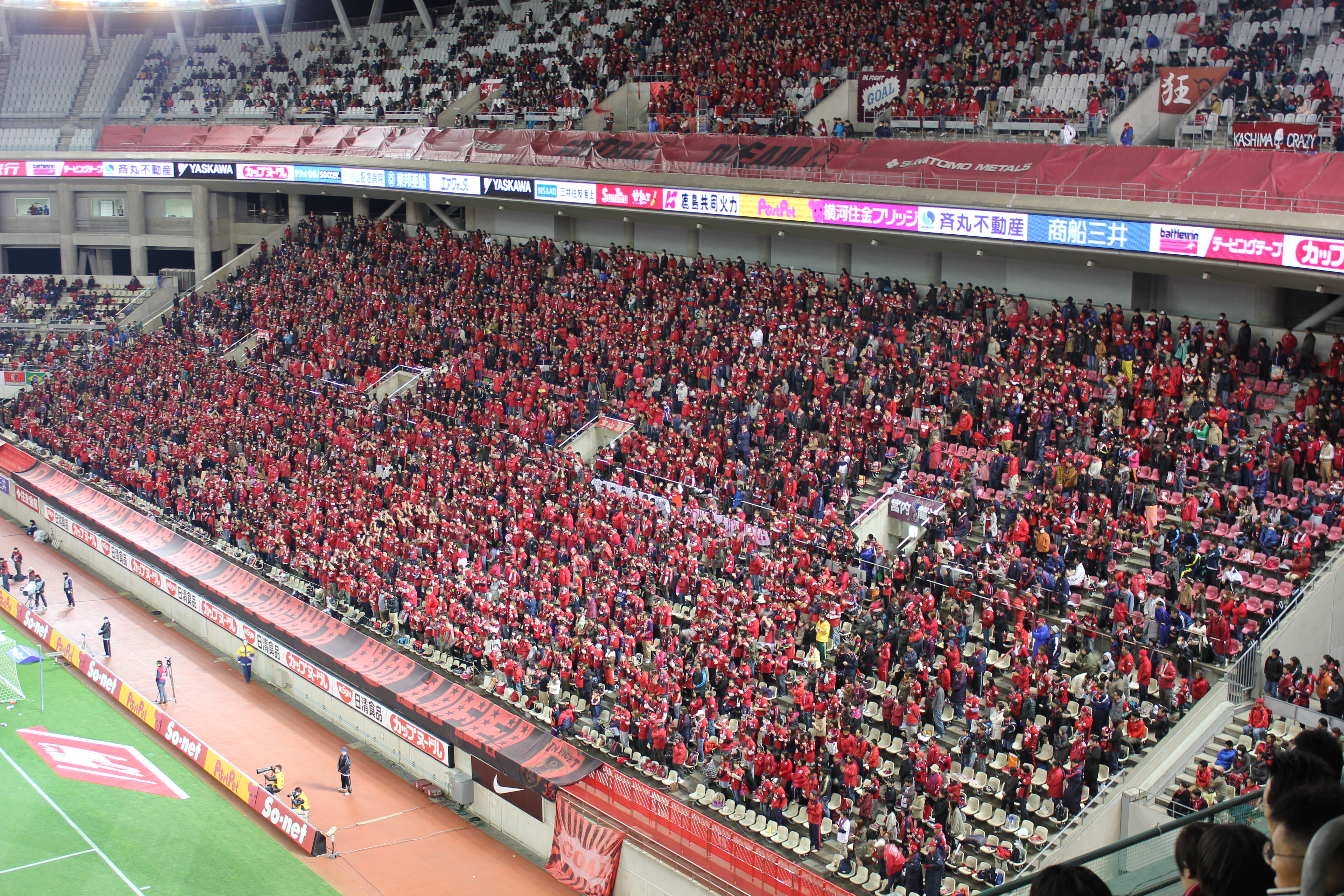
北サイドスタンド
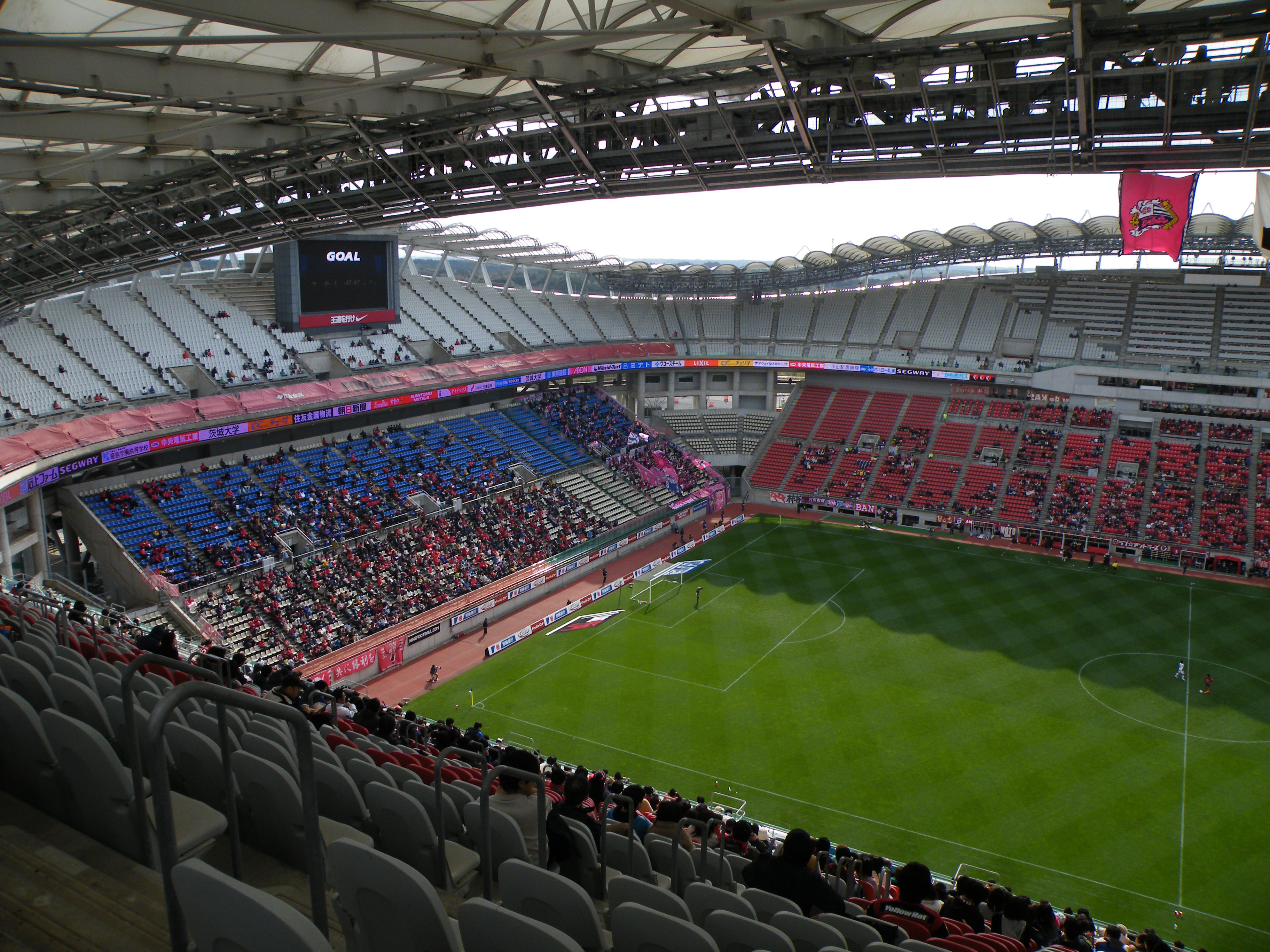
南サイドスタンド